# Confederación Sudamericana de Fútbol
La Confederación Sudamericana de Fútbol (CSF; Confederação Sul-Americana de Futebol en portugués), más conocida como Conmebol, es la confederación de asociaciones (federaciones) de fútbol nacionales de América del Sur. Con diez miembros, es la confederación de la FIFA con la menor cantidad de asociados. Fundada el 9 de julio de 1916 en Buenos Aires, Argentina, fue la primera confederación creada, casi 40 años antes que las siguientes, y se encuentra asociada a la FIFA.
Su sede se encuentra en la ciudad de Luque, dentro de Gran Asunción, en Paraguay. Esta y la UEFA son las únicas confederaciones que han ganado la Copa Mundial de Fútbol en alguna de sus 22 ediciones (10 títulos del área por 12 de los europeos), y son las únicas confederaciones que han ganado la Copa Mundial de Clubes de la FIFA en sus 19 ediciones (4 títulos del área por 15 de los europeos). También es la única confederación de fútbol en la que todas las selecciones que la integran se encuentran afiliadas a la FIFA y al COI.
La Conmebol nació de la realización de un torneo entre los países del continente sudamericano. La primera Copa América (a la sazón, Campeonato Sudamericano de Selecciones), realizada en 1916 en Buenos Aires para conmemorar el centenario de la Independencia argentina, fue el inicio de este organismo, compuesto por las asociaciones de Argentina, Brasil, Chile y Uruguay. Posteriormente, las restantes asociaciones sudamericanas se unieron a Conmebol: Paraguay (1921), Perú (1925), Bolivia (1926), Ecuador (1927), Colombia (1936) y Venezuela (1953). Las asociaciones de Guyana, Surinam y Guayana Francesa prefirieron adherirse a la Confederación de Norte, Centroamérica y el Caribe (Concacaf).

## Historia
En 1916, con motivo del Centenario de la Independencia de la República Argentina, el Ministerio de Relaciones Exteriores donó un trofeo y cursó invitaciones a las Federaciones de Brasil, Chile y Uruguay para disputar un Campeonato de "Football" como parte de los festejos. Todas las delegaciones invitadas concurrieron y participaron en el certamen, que es considerado el primer Sudamericano oficial de la historia —aunque todavía no estaba en juego el trofeo Copa América, instituida al año siguiente—.
El Sudamericano fue un gran suceso. Durante la disputa, el dirigente uruguayo del club Montevideo Wanderers, Héctor Rivadavia Gómez, encontró el contexto para materializar un proyecto personal: el de crear la Confederación Sudamericana de Fútbol. Fue entonces que el 9 de julio de 1916, fecha exacta del 100.º aniversario de la Independencia Argentina, dirigentes de Argentina, Brasil, Chile y Uruguay se reunieron en Buenos Aires para estudiar la idea integradora de Rivadavia Gómez, la cual fue aprobada ad-referendum de las respectivas asociaciones nacionales. En Montevideo el 15 de diciembre de ese año, se celebró el congreso constitucional, en el que se ratificó todo lo actuado. A las asociaciones fundadoras, se sumaron las de Paraguay (1921), Perú (1925), Bolivia (1926), Ecuador (1927), Colombia (1936) y Venezuela (1952).
El organismo es una de las más fuertes y reconocidas de las seis confederaciones mundiales, debido a la importancia de sus miembros, entre los que se encuentran varias de las principales asociaciones, ligas y selecciones de fútbol del mundo. A nivel organizativo, promueve competiciones de clubes, como la Conmebol Libertadores y la Conmebol Sudamericana, o en selecciones, con la Copa América. Además, organiza también las eliminatorias para las copas mundiales de fútbol.
Si bien para sus inicios, la Conmebol surgió para organizar torneos entre las naciones que la integran (siendo la Copa América su principal estandarte), los clubes empezaron a reclamar también su espacio. Por ejemplo, los choques por la Copa Aldao entre los clubes campeones de Argentina y Uruguay, era una forma de ver enfrentamientos entre equipos de distintos países y reunir lo mejor del fútbol rioplatense.
Dichos torneos encendieron la idea de organizar una competencia continental en los años 1930. En 1948, fue jugado un torneo que fue el antecedente más concreto: el Campeonato Sudamericano de Campeones, organizado por Colo-Colo de Chile. Su sede fue la ciudad de Santiago y la disputaron los campeones de cada país de la temporada anterior, ganándola Vasco da Gama de Brasil.
En 1959 fueron sentadas las bases de la competencia, que fue fundada en 1960 y lleva su nombre en homenaje a los héroes de la historia sudamericana: Simón Bolívar, José de San Martín, Pedro I, José Bonifácio, Bernardo O'Higgins, José Artigas, entre otros.
Finalmente, a partir de 1960, la Conmebol instauró las competiciones anuales para clubes.
Con el crecimiento de la Confederación, se determinó en el congreso de 1990 una modificación en los estatutos, mediante la cual se fija como sede permanente de la institución a la ciudad de Asunción, capital del Paraguay. El 23 de enero de 1998, se inauguró el edificio que alberga la nueva sede, en el distrito de Luque, parte del Gran Asunción.

## Miembros asociados

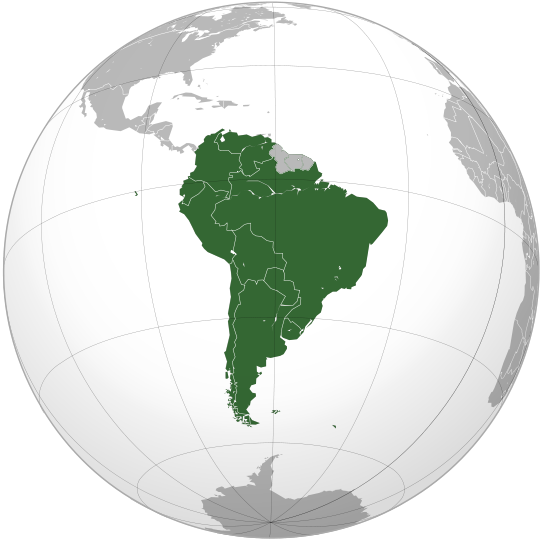
Países afiliados a la Conmebol

Mapa de las confederaciones asociadas a la FIFA

Diez asociaciones nacionales de fútbol pertenecen a la Conmebol, representan a todos los estados independientes de Sudamérica, excepto las federaciones o asociaciones nacionales de Guyana, Surinam y la Guayana Francesa, que están afiliadas a la Concacaf. De estas tres, solo las dos primeras están afiliadas a la FIFA y son estados independientes, mientras que la última no está afiliada a la FIFA y es un departamento de ultramar francés.
Inicialmente, cuatro miembros fundaron la Conmebol: Argentina, Brasil, Chile y Uruguay.
A pesar de que las Islas Malvinas podrían tener una selección nacional propia como otros Territorios Británicos de Ultramar (Islas Vírgenes Británicas, Gibraltar, Anguila, Islas Turcas y Caicos, Montserrat, Bermudas e Islas Caimán), nunca se han unido a la Conmebol debido a que los países de la región respaldan el reclamo de Argentina ante el Reino Unido por la soberanía del archipiélago, sumado a la nula preparación futbolística de las islas.
| Selección | Federación                        | Fundación                | Ingreso Conmebol | Ingreso FIFA | Selecciones    |
| --------- | --------------------------------- | ------------------------ | ---------------- | ------------ | -------------- |
| Argentina | Asociación del Fútbol Argentino   | 21 de febrero de 1893    | 19161            | 1912         | FM, FF, FP, FS |
| Bolivia   | Federación Boliviana de Fútbol    | 12 de septiembre de 1925 | 1926             | 1926         | FM, FF, FP, FS |
| Brasil    | Confederación Brasileña de Fútbol | 8 de junio de 1914       | 19161            | 1923         | FM, FF, FP, FS |
| Chile     | Federación de Fútbol de Chile     | 19 de junio de 1895      | 19161            | 1913         | FM, FF, FP, FS |
| Colombia  | Federación Colombiana de Fútbol   | 12 de octubre de 1924    | 1936             | 1936         | FM, FF, FP, FS |
| Ecuador   | Federación Ecuatoriana de Fútbol  | 30 de mayo de 1925       | 1927             | 1926         | FM, FF, FP, FS |
| Paraguay  | Asociación Paraguaya de Fútbol    | 18 de junio de 1906      | 1921             | 1925         | FM, FF, FP, FS |
| Perú      | Federación Peruana de Fútbol      | 23 de agosto de 1922     | 1925             | 1924         | FM, FF, FP, FS |
| Uruguay   | Asociación Uruguaya de Fútbol     | 30 de marzo de 1900      | 19161            | 1923         | FM, FF, FP, FS |
| Venezuela | Federación Venezolana de Fútbol   | 1 de diciembre de 1925   | 1953             | 1952         | FM, FF, FP, FS |

### Asociaciones sudamericanas que no son miembros
| Selección        | Federación                                                            | Confederación | Motivo |
| ---------------- | --------------------------------------------------------------------- | ------------- | --- |
| Guayana Francesa | Liga de Fútbol de la Guayana Francesa (Federación Francesa de Fútbol) | Concacaf      | La Guayana Francesa es un departamento de ultramar de Francia, ubicado al noroeste de América del Sur. Por su ubicación geográfica, debería estar afiliada a la Conmebol, sin embargo, debido a la diferencia deportiva abismal ante las otras selecciones sudamericanas, conllevó a que pertenezca a la Concacaf. Bajo la tutela de la FFF. Es miembro de la Concacaf desde 1978. |
| Guyana           | Federación de Fútbol de Guyana                                        | Concacaf      | A pesar de estar geográficamente en América del Sur, Guyana optó por integrar la Concacaf. Eso se debe al nivel poco competitivo de su selección que no podría sostener el ritmo de competencia de la Conmebol. |
| Surinam          | Federación Surinamesa de Fútbol                                       | Concacaf      | La razón de que el país sudamericano se afiliara a la Concacaf está en las diferencias de nivel entre esta selección y sus pares sudamericanos. |

## Autoridades

### Presidentes
El presidente es la máxima autoridad a cargo de la Confederación Sudamericana de Fútbol. El uruguayo Héctor Rivadavia Gómez fue el primer presidente del organismo. A lo largo de su historia, los mandatarios han sido argentinos, brasileños, chilenos, paraguayos, peruanos y uruguayos, de manera de que directivos originarios de Bolivia, Colombia, Ecuador y Venezuela aún no han presidido la Conmebol.
El presidente que perduró por más tiempo en el cargo fue el paraguayo Nicolás Leoz. Estuvo en el cargo durante seis períodos consecutivos, entre el 1 de mayo de 1986 y el 30 de abril de 2013. Su separación del cargo ocurrió de forma polémica, tras renunciar al organismo luego de comprobarse su involucración en un amplio caso de corrupción que incluye sobornos fraude y lavado de dinero. Desde ese hecho, el nuevo rumbo de la Conmebol fue tomado por Eugenio Figueredo (2013-2014) y Napout (2014-2015), pero también fueron envueltos ante hechos de corrupción. Luego de producirse el escándalo de la FIFA, en 2015, Juan Ángel Napout fue arrestado el 3 de diciembre de 2015 por aceptar sobornos, terminando por renunciar a su cargo.
Así, Wilmar Valdez, presidente de la Asociación Uruguaya de Fútbol, asumió de manera interina el cargo y anunció que las elecciones se efectuarian el 26 de enero de 2016 para elegir un nuevo presidente. Valdez y Domínguez anunciaron sus respectivas candidaturas a la presidencia pero, tras la renuncia de Valdez, Domínguez se convirtió en el nuevo presidente de la entidad al ser el único postulante, asumiendo dicho cargo el 26 de enero de 2016.
| N.º           | Nombre                     | Nacionalidad      | Periodo                                       |
| ------------- | -------------------------- | ----------------- | --------------------------------------------- |
| 1             | Héctor Rivadavia Gómez     | Uruguay           | 9 de julio de 1916 - 29 de abril de 1926      |
| 2             | Luis O. Salesi             | Argentina         | 29 de abril de 1926 - 15 de enero de 1939     |
| 3             | Luis Valenzuela Hermosilla | Chile             | 15 de enero de 1939 - 27 de febrero de 1955   |
| 4             | Carlos Dittborn            | Chile             | 27 de febrero de 1955 - 30 de marzo de 1957   |
| 5             | José Ramos de Freitas      | Brasil            | 30 de marzo de 1957 - 5 de marzo de 1959      |
| 6             | Fermín Sorhueta            | Uruguay           | 5 de marzo de 1959 - 15 de diciembre de 1961  |
| 7             | Raúl H. Colombo            | Argentina         | 15 de diciembre de 1961 - 1 de mayo de 1966   |
| 8             | Teófilo Salinas            | Perú              | 1 de mayo de 1966 - 1 de mayo de 1986         |
| 9             | Nicolás Leoz               | Paraguay Colombia | 1 de mayo de 1986 - 30 de abril de 2013       |
| 10            | Eugenio Figueredo          | Uruguay           | 30 de abril de 2013 - 8 de agosto de 2014     |
| 11            | Juan Ángel Napout          | Paraguay          | 8 de agosto de 2014 - 11 de diciembre de 2015 |
| 12 (interino) | Wilmar Valdez              | Uruguay           | 11 de diciembre de 2015 - 26 de enero de 2016 |
| 13            | Alejandro Domínguez        | Paraguay          | 26 de enero de 2016 - en el cargo             |

### El Congreso
Es la máxima autoridad de la Conmebol y se reúne ordinariamente cada 2 años para considerar la memoria y el balance general del ejercicio vencido, el presupuesto de gastos y recursos para el ejercicio siguiente, asuntos incluidos por el Comité Ejecutivo en el orden del día, el informe de la Comisión de Finanzas y el de los representantes de la Confederación ante la FIFA.
Cada Congreso Ordinario fija el lugar y fecha del siguiente Congreso. Se reúne extraordinariamente cuando lo resuelva el Congreso Ordinario, lo soliciten por lo menos seis instituciones afiliadas, lo decide el Comité Ejecutivo o a petición de la Comisión de Finanzas.
Cada asociación tiene derecho a un voto en el Congreso, pero podrá hacerse representar hasta por tres delegados. El mismo es presidido por el presidente de la Confederación. Los miembros del Comité Ejecutivo no tienen voto en el Congreso, pero son miembros de este, al igual que los representantes ante la FIFA, pudiendo integrar las Comisiones y participar en las deliberaciones.
Entre las facultades más importantes del Congreso se hallan la posibilidad de:
- Afiliar, desafiliar y reincorporar miembros.
- Conceder el título de Presidente o Miembro Honorario de la Confederación.
- Conferir la Medalla al Mérito como muestra de reconocimiento.
- Dictar, modificar e interpretar el Estatuto.
- Elegir a los miembros del Comité Ejecutivo, a los Representantes en la FIFA y al Presidente de la Comisión de Finanzas.
- Resolver cuestiones que se susciten entre las instituciones afiliadas, si no mediado acuerdo en la designación de un árbitro.
- Resolver recursos de apelación contra las resoluciones del Comité Ejecutivo.

La Confederación Sudamericana de Fútbol está compuesta por 10 asociaciones nacionales. Todas ellas están representadas en los distintos órganos de la entidad, cuya máxima instancia es el Congreso, el cual se realiza cada dos años en forma ordinaria. Las diez afiliadas se encuentran en un plano de igualdad y equilibrio entre sí, y componen el Comité Ejecutivo de la Confederación.

### Consejo
El 11 de mayo de 2018, en un Congreso Extraordinario, tras la conclusión del Congreso Ordinario 68.º, se determinó la vigencia de un nuevo estatuto. El conjunto de leyes, tras un largo análisis de las autoridades representativas, se adecua a las normas vigentes en todo el mundo, específicamente en lo que se relaciona a la FIFA.
El Consejo es la autoridad permanente de la Conmebol en receso del Congreso. Mediante el nuevo estatuto se integra de un Presidente, tres Vicepresidentes y siete Directores.
Entre las funciones más importantes a cargo del Comité Ejecutivo, se encuentran las de:
- Administrar la Confederación.
- Adoptar medidas disciplinarias y aplicar sanciones a dirigentes, árbitros, técnicos, jugadores, asociaciones, clubes y a toda persona que incurra en violación del Estatuto o de los reglamentos de los torneos.
- Convocar a Congresos Extraordinarios.
- Cumplir y hacer cumplir el Estatuto y los Reglamentos así como las resoluciones del Congreso.
- Designar a los miembros de la Comisión de Finanzas, al Presidente y miembros de la Comisión de Árbitros, de la Comisión Técnica y de la Comisión Médica.
- Fijar la fecha de realización de la Copa América, de acuerdo con los reglamentos vigentes.
- Organizar torneos oficiales y dictar sus reglamentos.

La directiva de la Conmebol para el periodo 2018-2022, está conformada de la siguiente manera:
| Función                    | Nombre                                                                                       |
| -------------------------- | -------------------------------------------------------------------------------------------- |
| Presidente                 | Alejandro Domínguez                                                                          |
| Vicepresidentes            | 1.º: Francisco Egas 2.º: Claudio Tapia 3.º: Ramón Jesurún                                    |
| Secretario general         | José Manuel Astigarraga                                                                      |
| Secretario general adjunto | Gonzalo Belloso (2018-2021) Diego Lugano (2021-act.)                                         |
| Directores                 | Pablo Milad Antonio Carlos Nunes Fernando Costa Robert Harrison Agustín Lozano Wilmar Valdez |

### Comisiones

#### Comisión de Finanzas
| Función  | Nombre                                                 |
| -------- | ------------------------------------------------------ |
| Miembros | Laureano González Silvia Estrada Medranda Jorge Mujica |

#### Comisión de Cumplimiento y Auditoría
| Función  | Nombre                                                                        |
| -------- | ----------------------------------------------------------------------------- |
| Miembros | Rui Cesar Públio Borges Correa Manuel Marfan Lewis Jorge Brito Guillermo Caló |

#### Comisión de Gobernanza y Transparencia
| Función  | Nombre |
| -------- | --- |
| Miembros | Ernesto Lucena Barrero Wladimyr Vinycius de Moraes Camargos Sebastián Moreno González Alejandro Balbi Orlando Salvestrini Galo Yerovi César Arbe |

### Representantes ante laFIFA
| Cargo                 | Nombre              | País      | Período   |
| --------------------- | ------------------- | --------- | --------- |
| Vicepresidente Sénior | Alejandro Domínguez | Paraguay  | 2016-2020 |
| Miembro               | Ramón Jesurún       | Colombia  | 2016-2020 |
| Miembro               | Fernando Sarney     | Brasil    | 2016-2020 |
| Miembro               | María Sol Muñoz     | Ecuador   | 2016-2020 |
| Miembro               | Claudio Tapia       | Argentina | 2018-2020 |

## Competiciones organizadas por la Conmebol
Las siguientes son las competiciones organizadas por la Conmebol, algunas con participaciones de equipos invitados de otras confederaciones.

### Torneos de selecciones
|                                            | Torneo                                       | Última edición      | Campeón vigente |
| ------------------------------------------ | -------------------------------------------- | ------------------- | --------------- |
| Competiciones Selecciones absolutas        |                                              |                     |                 |
|                                            | Copa América                                 | Estados Unidos 2024 | Argentina       |
|                                            | Copa América Femenina                        | Ecuador 2025        | Brasil          |
|                                            | Clasificación para la Copa Mundial de Fútbol | Catar 2022          | Catar 2022      |
|                                            | Liga de Naciones Femenina Conmebol           | 2025-26             | Por disputarse  |
| Competiciones absolutas intercontinentales |                                              |                     |                 |
|                                            | Copa de Campeones Conmebol-UEFA *            | Londres 2022        | Argentina       |
|                                            | Finalissima Femenina UEFA-Conmebol *         | Londres 2023        | Inglaterra      |
| Competiciones Selecciones juveniles        |                                              |                     |                 |
|                                            | Torneo Preolímpico Sudamericano Sub-23       | Venezuela 2024      | Paraguay        |
|                                            | Campeonato Sudamericano de Fútbol Sub-20     | Venezuela 2025      | Brasil          |
|                                            | Campeonato Sudamericano Femenino Sub-20      | Ecuador 2024        | Brasil          |
|                                            | Campeonato Sudamericano de Fútbol Sub-17     | Colombia 2025       | Brasil          |
|                                            | Campeonato Sudamericano Femenino Sub-17      | Colombia 2025       | Paraguay        |
|                                            | Campeonato Sudamericano de Fútbol Sub-15     | Bolivia 2023        | Paraguay        |
| Competiciones Fútbol sala                  |                                              |                     |                 |
|                                            | Copa América de Futsal                       | Paraguay 2024       | Brasil          |
|                                            | Copa América Femenina de Futsal              | Brasil 2025         | Brasil          |
|                                            | Eliminatorias Sudamericanas de Futsal        | Brasil 2020         | Argentina       |
|                                            | Sudamericano de Futsal Sub-20                | Perú 2024           | Argentina       |
|                                            | Sudamericano Femenino de Futsal Sub-20       | Paraguay 2024       | Colombia        |
|                                            | Sudamericano de Futsal Sub-17                | Paraguay 2024       | Argentina       |
| Competiciones Fútbol playa                 |                                              |                     |                 |
|                                            | Campeonato de Fútbol Playa de Conmebol       | Brasil 2021         | Brasil          |
|                                            | Copa América de Fútbol Playa                 | Chile 2025          | Brasil          |

### Competiciones organizadas con comités olímpicos
Competiciones organizadas con comités olímpicos ODEPA, ODESUR, ODEBO, ODECABE y ACOLOP.
|  | Torneo                                           | Última edición   | Campeón vigente |
|  | ------------------------------------------------ | ---------------- | --------------- |
|  | Torneo Panamericano de Fútbol Masculino Sub-23 1 | Chile 2023       | Brasil          |
|  | Torneo Panamericano de Fútbol Femenino 1         | Chile 2023       | México          |
|  | Torneo Sudamericano de Fútbol Masculino Sub-20 2 | Paraguay 2022    | Paraguay        |
|  | Torneo Sudamericano de Fútbol Femenino Sub-20 2  | Paraguay 2022    | Venezuela       |
|  | Torneo Bolivariano de Fútbol Masculino Sub-17 3  | Colombia 2022    | Paraguay        |
|  | Torneo Bolivariano de Fútbol Femenino Sub-20 3   | Colombia 2022    | Colombia        |
|  | Torneo Caribeño de Fútbol Masculino Sub-21 4     | El Salvador 2023 | México          |
|  | Torneo Caribeño de Fútbol Femenino Sub-21 4      | El Salvador 2023 | México          |
|  | Torneo Lusófono de Fútbol Masculino Sub-20 5     | India 2014       | India           |

* Organizado en conjunto con la UEFA.
1 Organizado en su totalidad por la ODEPA. Participan selecciones de la Concacaf.
2 Organizado en su totalidad por la ODESUR. Participan todas las selecciones de la Conmebol, y 5 selecciones de la Concacaf.
3 Organizado en su totalidad por la ODEBO. Participan 7 selecciones de la Conmebol (5 afiliadas y 2 invitadas), y 4 selecciones de la Concacaf (1 afiliada y 3 invitadas).
4 Organizado en su totalidad por la ODECABE. Participan solamente 2 selecciones de la Conmebol, y 36 selecciones de la Concacaf.
5 Organizado en su totalidad por la ACOLOP. Participa solamente 1 selección de la Conmebol, 1 selección de la UEFA, 4 selecciones de la AFC, y 6 selecciones de la CAF.
Brasil tiene el récord de haber ganado todas las competiciones de selecciones actuales en todas las categorías (organizadas únicamente por la Conmebol).

### Torneos de clubes
Según la página oficial de la Confederación Sudamericana de Fútbol, existen 17 competiciones masculinas reconocidas por la entidad, de ellas 5 actualmente en juego (1 organizada por la FIFA pero con participación sudamericana) y 12 discontinuadas. Asimismo, las copas de clubes disputadas previamente a 1960 no son avaladas por la Conmebol, sin perjuicio que lo pudieran ser por otras entidades, federaciones y/o asociaciones deportivas. Por ende, no entran en el cómputo de títulos internacionales de la Conmebol.
|                                                                        | Torneo                               | Última edición      | Campeón vigente    |
| ---------------------------------------------------------------------- | ------------------------------------ | ------------------- | ------------------ |
| Competiciones absolutas de clubes                                      |                                      |                     |                    |
|                                                                        | Copa Libertadores                    | Edición 2024        | Botafogo F.R.      |
|                                                                        | Copa Libertadores Femenina           | Edición 2024        | S.C. Corinthians   |
|                                                                        | Copa Sudamericana                    | Edición 2024        | Racing Club        |
|                                                                        | Recopa Sudamericana                  | Edición 2025        | Racing Club        |
| Competiciones absolutas de clubes intercontinentales e internacionales |                                      |                     |                    |
|                                                                        | Mundial de Clubes *                  | Estados Unidos 2025 | Chelsea F.C.       |
|                                                                        | Copa Intercontinental de la FIFA **  | Catar 2024          | Real Madrid C.F.   |
|                                                                        | Copa Challenger de la FIFA **        | Catar 2024          | C.F. Pachuca       |
|                                                                        | Derbi de las Américas de la FIFA **  | Catar 2024          | C.F. Pachuca       |
| Competiciones juveniles de clubes                                      |                                      |                     |                    |
|                                                                        | Copa Libertadores Sub-20             | Edición 2025        | C.R. Flamengo      |
| Competiciones juveniles intercontinentales                             |                                      |                     |                    |
|                                                                        | Copa Intercontinental Sub-20 ***     | Edición 2024        | C.R. Flamengo      |
| Competiciones de clubes de futsal                                      |                                      |                     |                    |
|                                                                        | Copa Libertadores de Futsal          | Edición 2025        | C. A. Peñarol      |
|                                                                        | Copa Libertadores de Futsal Femenino | Edición 2024        | Stein Cascavel     |
| Competiciones de clubes de fútbol playa                                |                                      |                     |                    |
|                                                                        | Copa Libertadores de fútbol playa    | Edición 2024        | C.R. Vasco da Gama |

* Organizado en su totalidad por la FIFA.
** Organizado en su totalidad por la FIFA. No confundir con la  competición internacional de clubes de fútbol que enfrentaba anualmente al campeón de la Liga de Campeones de la UEFA con el vencedor de la Copa Libertadores de la Conmebol. 
*** Organizado en conjunto con la UEFA.
Actualizado hasta el 27 de febrero de 2025.
Nota 1: Internacional, River Plate e Independiente comparten el récord de haber ganado las cuatro competiciones absolutas masculinas de clubes actuales. River Plate es el único equipo en haber ganado las cinco competencias masculinas (absolutas y sub-20) de clubes actuales.
Nota 2: La Conmebol también organiza la Liga Sudamericana de Desarrollo. La Liga Sudamericana de Desarrollo o "Fiesta Evolución" es una competencia juvenil de carácter amistoso con objetivo es fomentar la práctica del fútbol en todos los lugares de Sudamérica. (Se desarrolla un torneo anual en categorías Sub-14 y Sub-16 en la rama femenina, y Sub-13 en la rama masculina).

## Clasificación mundial de la FIFA
La clasificación mundial de la FIFA del 10 de julio de 2025 muestra a las siguientes selecciones masculinas de la Conmebol.
La clasificación mundial de la FIFA del 12 de junio de 2025 muestra a las siguientes selecciones femeninas de la Conmebol.
| Pos. | V | Selección | Puntos |
| ---- | - | --------- | ------ |
| 1.º  | 0 | Argentina | 1885   |
| 5.º  | 0 | Brasil    | 1777   |
| 14.º | 0 | Colombia  | 1679   |
| 16.º | 3 | Uruguay   | 1670   |
| 25.º | 1 | Ecuador   | 1570   |
| 42.º | 0 | Perú      | 1489   |
| 43.º | 5 | Paraguay  | 1486   |
| 46.º | 1 | Venezuela | 1477   |
| 57.º | 5 | Chile     | 1441   |
| 78.º | 2 | Bolivia   | 1315   |

| Pos.  | V | Selección | Puntos |
| ----- | - | --------- | ------ |
| 4.º   | 4 | Brasil    | 2004   |
| 21.º  | 3 | Colombia  | 1797   |
| 32.º  | 1 | Argentina | 1668   |
| 39.º  | 0 | Chile     | 1552   |
| 45.º  | 1 | Paraguay  | 1510   |
| 48.º  | 3 | Venezuela | 1501   |
| 63.º  | 0 | Uruguay   | 1410   |
| 67.º  | 0 | Ecuador   | 1388   |
| 77.º  | 0 | Perú      | 1291   |
| 105.º | 0 | Bolivia   | 1186   |

## Ligas nacionales

### Fútbol masculino y femenino
Las ligas nacionales definen la clasificación a la Conmebol Libertadores y la Conmebol Sudamericana.
Adicionalmente en cada federación:
- Argentina (Copa Argentina: un cupo a la Copa Libertadores y a definición de la Supercopa Argentina; Copa de la Liga Profesional: un cupo a la Copa Libertadores);
- Bolivia (Copa Bolivia: un cupo a la Copa Libertadores y un cupo a la Copa Sudamericana);
- Brasil (Copa de Brasil: un cupo a la Copa Libertadores y a definición a la Supercopa de Brasil);
- Chile (Copa Chile: un cupo a la Copa Libertadores y a definición de la Supercopa de Chile);
- Colombia (Copa Colombia: un cupo a la Copa Sudamericana);
- Ecuador (Copa Ecuador: un cupo a la Copa Libertadores y a definición de la Supercopa de Ecuador);
- Paraguay (Copa Paraguay: un cupo a la Copa Libertadores y a definición de la Supercopa de Paraguay);
- Uruguay (Copa AUF Uruguay: un cupo a la Copa Libertadores (a partir de 2025);[24] Torneo Intermedio: un cupo a la Copa Sudamericana y a definición de la Supercopa Uruguaya);
- Venezuela (Copa Venezuela: un cupo a la definición de la Supercopa).

| País                               |  | Liga nacional                           | Campeón vigente           | Campeonato en juego |
| ---------------------------------- |  | --------------------------------------- | ------------------------- | ------------------- |
| Ligas Profesionales de Fútbol      |  |                                         |                           |                     |
| Argentina                          |  | Primera División                        | C.A. Platense             | Clausura 2025       |
| Argentina                          |  | Primera División A                      | C.A. Newell's Old Boys    | Clausura 2025       |
| Bolivia                            |  | División Profesional                    | Club Bolívar              | 2025                |
| Bolivia                            |  | Campeonato Boliviano de Fútbol Femenino | Club Always Ready         | 2025                |
| Brasil                             |  | Série A                                 | Botafogo F.R.             | 2025                |
| Brasil                             |  | Série A1                                | S.C. Corinthians          | 2025                |
| Chile                              |  | Liga de Primera                         | C.S.D. Colo-Colo          | 2025                |
| Chile                              |  | Primera División Femenino               | C.S.D. Colo-Colo          | 2025                |
| Colombia                           |  | Categoría Primera A                     | Santa Fe                  | Finalización 2025   |
| Colombia                           |  | Liga Profesional Femenina               | Deportivo Cali            | 2025                |
| Ecuador                            |  | Serie A                                 | L.D.U. Quito              | 2025                |
| Ecuador                            |  | Súperliga Femenina                      | Dragonas IDV              | 2025                |
| Paraguay                           |  | División de Honor                       | Club Libertad             | Clausura 2025       |
| Paraguay                           |  | Campeonato Paraguayo                    | Club Libertad             | 2025                |
| Perú                               |  | Liga 1                                  | C. Universitario de D.    | 2025                |
| Perú                               |  | Liga Femenina FPF                       | C. Universitario de D.    | 2025                |
| Uruguay                            |  | Liga AUF Uruguaya                       | C.A. Peñarol              | 2025                |
| Uruguay                            |  | Campeonato Femenino A                   | C. Nacional de F.         | 2025                |
| Venezuela                          |  | Liga FUTVE                              | Deportivo Táchira F.C.    | 2025                |
| Venezuela                          |  | Primera División Femenina               | ADIFFEM                   | 2025                |
| Copas Nacionales                   |  |                                         |                           |                     |
| Argentina                          |  | Copa Argentina                          | C.A. Central Córdoba      | 2025                |
| Bolivia                            |  | Copa Bolivia                            | Torneo cancelado (2022)   | 2025                |
| Brasil                             |  | Copa de Brasil                          | C.R. Flamengo             | 2025                |
| Chile                              |  | Copa Chile                              | Club Universidad de Chile | 2025                |
| Colombia                           |  | Copa Colombia                           | Atlético Nacional         | 2025                |
| Ecuador                            |  | Copa Ecuador                            | C.D. El Nacional          | 2025                |
| Paraguay                           |  | Copa Paraguay                           | Club Libertad             | 2025                |
| Uruguay                            |  | Copa AUF Uruguay                        | Defensor Sporting Club    | 2025                |
| Venezuela                          |  | Copa Venezuela                          | Deportivo La Guaira F.C.  | 2025                |
| Supercopas o Superligas Nacionales |  |                                         |                           |                     |
| Argentina                          |  | Supercopa Argentina                     | C.A. River Plate          | 2024                |
| Brasil                             |  | Supercopa Rei                           | C.R. Flamengo             | 2025                |
| Chile                              |  | Supercopa de Chile                      | C.S.D. Colo-Colo          | 2025                |
| Colombia                           |  | Superliga de Colombia                   | Atlético Nacional         | 2025                |
| Ecuador                            |  | Supercopa de Ecuador                    | L.D.U. Quito              | 2025                |
| Paraguay                           |  | Supercopa de Paraguay                   | Club Libertad             | 2024                |
| Uruguay                            |  | Supercopa Uruguaya                      | C. Nacional de F.         | 2025                |
| Copas de las ligas                 |  |                                         |                           |                     |
| Argentina                          |  | Copa de la Liga Profesional             | Club Estudiantes (LP)     | Compet. extinta     |
| Bolivia                            |  | Copa de la División Profesional         | Club Bolívar              | Compet. extinta     |
| Uruguay                            |  | Torneo Intermedio                       | C.A. Peñarol              | 2025                |

### Fútbol sala y Fútbol playa
Los equipos de cada liga clasifican para disputar la Copa Libertadores de Futsal, la Copa Libertadores de Futsal Femenino y la Copa Libertadores de Fútbol Playa.
| Fútbol sala  |                     |                                 |
| Argentina    |                     | Primera División                |
| Argentina    | Primera División    |                                 |
| Bolivia      |                     | Liga Nacional                   |
| Brasil       |                     | Liga Brasileña                  |
| Chile        |                     | Campeonato Nacional             |
| Chile        | Campeonato Nacional |                                 |
| Colombia     |                     | Liga Colombiana                 |
| Ecuador      |                     | Liga Ecuatoriana de Fútbol Sala |
| Paraguay     |                     | Liga Premium                    |
| Paraguay     | Liga Paraguaya      |                                 |
| Perú         |                     | División de Honor               |
| Uruguay      |                     | Liga Uruguaya                   |
| Uruguay      | Liga Uruguaya       |                                 |
| Venezuela    |                     | Liga FUTVE Futsal 1             |
| Fútbol playa |                     |                                 |
| Argentina    |                     | Primera División                |
| Brasil       |                     | Primera División                |
| Chile        |                     | Primera División                |
| Paraguay     |                     | Primera División                |
| Uruguay      |                     | Liga Uruguaya                   |
| Venezuela    |                     | Liga FutVe Playa                |

| Fútbol sala  |                     |                                 |
| Argentina    |                     | Primera División                |
| Argentina    | Primera División    |                                 |
| Bolivia      |                     | Liga Nacional                   |
| Brasil       |                     | Liga Brasileña                  |
| Chile        |                     | Campeonato Nacional             |
| Chile        | Campeonato Nacional |                                 |
| Colombia     |                     | Liga Colombiana                 |
| Ecuador      |                     | Liga Ecuatoriana de Fútbol Sala |
| Paraguay     |                     | Liga Premium                    |
| Paraguay     | Liga Paraguaya      |                                 |
| Perú         |                     | División de Honor               |
| Uruguay      |                     | Liga Uruguaya                   |
| Uruguay      | Liga Uruguaya       |                                 |
| Venezuela    |                     | Liga FUTVE Futsal 1             |
| Fútbol playa |                     |                                 |
| Argentina    |                     | Primera División                |
| Brasil       |                     | Primera División                |
| Chile        |                     | Primera División                |
| Paraguay     |                     | Primera División                |
| Uruguay      |                     | Liga Uruguaya                   |
| Venezuela    |                     | Liga FutVe Playa                |

## Asociaciones invitadas
Estas federaciones no están asociadas ni son miembros de la Conmebol, pero participaron de competencias organizadas por esta. Casi todas estas asociaciones pertenecen a la Concacaf, exceptuando a Japón y a Catar (que pertenecen a la AFC). La Conmebol ha invitado a selecciones y clubes de la UEFA, pero únicamente en competiciones juveniles como la Copa Libertadores Sub-20 o el Campeonato Sudamericano de Fútbol Sub-15. La lista incluye únicamente las asociaciones de equipos que hubiesen participado en las competiciones vigentes entre selecciones y clubes de categoría absoluta o mayores.
| País           | Federación                                        | Invitación | Participaciones                                  | Edad                              |
| -------------- | ------------------------------------------------- | ---------- | ------------------------------------------------ | --------------------------------- |
| Canadá         | Asociación Canadiense de Fútbol (ACS o CSA)       | 2024       | Copa América                                     | 1912 113 años                     |
| Catar          | Asociación de Fútbol de Catar (QFA)               | 2019       | Copa América                                     | 1960 65 años                      |
| Costa Rica     | Federación Costarricense de Fútbol (FCRF)         | 1997       | Copa América Copa Sudamericana                   | 13 de junio de 1921 104 años      |
| Estados Unidos | Federación de Fútbol de los Estados Unidos (USSF) | 1993       | Copa América Copa Sudamericana                   | 5 de abril de 1913 112 años       |
| Haití          | Federación Haitiana de Fútbol (FHF)               | 2016       | Copa América                                     | 1904 121 años                     |
| Honduras       | Federación de Fútbol de Honduras (FFH)            | 2001       | Copa América Copa Sudamericana                   | 1935 90 años                      |
| Jamaica        | Federación de Fútbol de Jamaica (JFF)             | 2015       | Copa América                                     | 1910 115 años                     |
| Japón          | Asociación Japonesa de Fútbol (JFA)               | 1999       | Copa América                                     | 10 de septiembre de 1921 103 años |
| México         | Federación Mexicana de Fútbol (FMF o FEMEXFUT)    | 1993       | Copa América Copa Libertadores Copa Sudamericana | 23 de agosto de 1922 102 años     |
| Panamá         | Federación Panameña de Fútbol (FEPAFUT)           | 2016       | Copa América                                     | 29 de agosto de 1937 87 años      |

## Estadísticas históricas

### Estadísticas de las selecciones en torneos continentales
A continuación se clasifican los distintos campeonatos continentales obtenidos por cada país, teniendo en cuenta la cantidad de títulos. Están en consideración los torneos a nivel de selección y los máximos torneos a nivel de clubes avalados por la FIFA y la Conmebol (actualizado hasta Copa América Femenina 2025).
| País                                           | CA                                             | Sub-23                                         | Sub-20                                         | Sub-17                                         | Sub-15                                         | CPFN.1                                         | Total                                          |
| Torneos masculinos organizados por la Conmebol | Torneos masculinos organizados por la Conmebol | Torneos masculinos organizados por la Conmebol | Torneos masculinos organizados por la Conmebol | Torneos masculinos organizados por la Conmebol | Torneos masculinos organizados por la Conmebol | Torneos masculinos organizados por la Conmebol | Torneos masculinos organizados por la Conmebol |
| ---------------------------------------------- | ---------------------------------------------- | ---------------------------------------------- | ---------------------------------------------- | ---------------------------------------------- | ---------------------------------------------- | ---------------------------------------------- | ---------------------------------------------- |
| Brasil                                         | 9                                              | 7                                              | 13                                             | 14                                             | 5                                              | 2                                              | 50                                             |
| Argentina                                      | 16                                             | 5                                              | 5                                              | 4                                              | 1                                              | 1                                              | 32                                             |
| Uruguay                                        | 15                                             | 0                                              | 8                                              | 0                                              | 0                                              | 0                                              | 23                                             |
| Paraguay                                       | 2                                              | 2                                              | 1                                              | 0                                              | 3                                              | 0                                              | 8                                              |
| Colombia                                       | 1                                              | 0                                              | 3                                              | 1                                              | 0                                              | 0                                              | 5                                              |
| Perú                                           | 2                                              | 0                                              | 0                                              | 0                                              | 1                                              | 0                                              | 3                                              |
| Chile                                          | 2                                              | 0                                              | 0                                              | 0                                              | 0                                              | 0                                              | 2                                              |
| Bolivia                                        | 1                                              | 0                                              | 0                                              | 1                                              | 0                                              | 0                                              | 2                                              |
| Ecuador                                        | 0                                              | 0                                              | 1                                              | 0                                              | 0                                              | 0                                              | 1                                              |
| Total de campeonatos disputados                | 48                                             | 14                                             | 31                                             | 20                                             | 10                                             | 3                                              | 126                                            |
| País                                           | CAF                                            | Sub-20 F                                       | Sub-17 F                                       | N.2                                            | N.2                                            | N.2                                            | Total                                          |
| Torneos femeninos organizados por la Conmebol  |                                                |                                                |                                                |                                                |                                                |                                                |                                                |
| Brasil                                         | 9                                              | 10                                             | 5                                              |                                                |                                                |                                                | 24                                             |
| Venezuela                                      | 0                                              | 0                                              | 2                                              |                                                |                                                |                                                | 2                                              |
| Argentina                                      | 1                                              | 0                                              | 0                                              |                                                |                                                |                                                | 1                                              |
| Colombia                                       | 0                                              | 0                                              | 1                                              |                                                |                                                |                                                | 1                                              |
| Paraguay                                       | 0                                              | 0                                              | 1                                              |                                                |                                                |                                                | 1                                              |
| Total de campeonatos disputados                | 10                                             | 10                                             | 9                                              |                                                |                                                |                                                | 29                                             |
| Última actualización: 2 de agosto de 2025      |                                                |                                                |                                                |                                                |                                                |                                                |                                                |

N.1: Torneo discontinuado.
N.2: Torneo inexistente en la categoría femenina.
Venezuela no posee títulos en torneos masculinos.
Bolivia, Chile, Ecuador, Perú y Uruguay no poseen títulos en torneos femeninos.

### Estadísticas de las selecciones en torneos mundiales
| País                                                                                                 | CM                                                                                                   | JO                                                                                                   | CMSub-20                                                                                             | CMSub-17                                                                                             | CC N.1                                                                                               | JOJ N.2                                                                                              | Total                                                                                                |
| Torneos masculinos organizados por la FIFA o Comité Olímpico, ganados por selecciones de la Conmebol | Torneos masculinos organizados por la FIFA o Comité Olímpico, ganados por selecciones de la Conmebol | Torneos masculinos organizados por la FIFA o Comité Olímpico, ganados por selecciones de la Conmebol | Torneos masculinos organizados por la FIFA o Comité Olímpico, ganados por selecciones de la Conmebol | Torneos masculinos organizados por la FIFA o Comité Olímpico, ganados por selecciones de la Conmebol | Torneos masculinos organizados por la FIFA o Comité Olímpico, ganados por selecciones de la Conmebol | Torneos masculinos organizados por la FIFA o Comité Olímpico, ganados por selecciones de la Conmebol | Torneos masculinos organizados por la FIFA o Comité Olímpico, ganados por selecciones de la Conmebol |
| --- | --- | --- | --- | --- | --- | --- | --- |
| Brasil                                                                                               | 5 | 2 | 5 | 4 | 4 | 0 | 20                                                                                                   |
| Argentina                                                                                            | 3 | 2 | 6 | 0 | 1 | 0 | 12                                                                                                   |
| Uruguay                                                                                              | 2 | 2 | 1 | 0 | 0 | 0 | 5 |
| Bolivia                                                                                              | 0 | 0 | 0 | 0 | 0 | 1 | 1 |
| Perú                                                                                                 | 0 | 0 | 0 | 0 | 0 | 1 | 1 |
| Títulos totales                                                                                      | 10                                                                                                   | 6 | 12                                                                                                   | 4 | 5 | 2 | 39                                                                                                   |
| Torneos femeninos organizados por la FIFA o Comité Olímpico, ganados por selecciones de la Conmebol  | | | | | | | |
| País                                                                                                 | | | | | | JOJF N.2                                                                                             | Total                                                                                                |
| Chile                                                                                                | — | — | — | — | — | 1 | 1 |
| Títulos totales                                                                                      | | | | | | 1 | 1 |
| Última actualización: 18 de diciembre de 2022                                                        | | | | | | | |

N.1: Torneo discontinuado.
N.2: Torneo discontinuado. Desde 2018 fue reemplazado por torneos de fútbol sala.
Colombia, Ecuador, Paraguay y Venezuela no poseen títulos mundiales.
Chile tiene el récord de ser el único país de Sudamérica en ganar un torneo Internacional Femenino organizado por la FIFA.

### Participación de las selecciones en la Copa Mundial de Fútbol
En cursiva los campeonatos en donde la selección organizó el torneo. En negrita los torneos donde la selección se coronó campeona.
Selecciones masculinas
| País      | Part. | Mundiales |
| --------- | ----- | --- |
| Brasil    | 22    | 1930, 1934, 1938, 1950, 1954, 1958, 1962, 1966, 1970, 1974, 1978, 1982, 1986, 1990, 1994, 1998, 2002, 2006, 2010, 2014, 2018 y 2022. |
| Argentina | 18    | 1930, 1934, 1958, 1962, 1966, 1974, 1978, 1982, 1986, 1990, 1994, 1998, 2002, 2006, 2010, 2014, 2018 y 2022.                         |
| Uruguay   | 14    | 1930, 1950, 1954, 1962, 1966, 1970, 1974, 1986, 1990, 2002, 2010, 2014, 2018 y 2022.                                                 |
| Chile     | 9     | 1930, 1950, 1962, 1966, 1974, 1982, 1998, 2010 y 2014.                                                                               |
| Paraguay  | 8     | 1930, 1950, 1958, 1986, 1998, 2002, 2006 y 2010.                                                                                     |
| Colombia  | 6     | 1962, 1990, 1994, 1998, 2014 y 2018.                                                                                                 |
| Perú      | 5     | 1930, 1970, 1978, 1982 y 2018. |
| Ecuador   | 4     | 2002, 2006, 2014 y 2022. |
| Bolivia   | 3     | 1930, 1950 y 1994. |
| Venezuela | 0     | Sin participaciones |

Brasil tiene el récord de haber participado en todas las ediciones de la Copa Mundial de Fútbol y de ser la selección que más veces ha salido campeona mundial.
Selecciones femeninas
| País      | Part. | Mundiales                                                    |
| --------- | ----- | ------------------------------------------------------------ |
| Brasil    | 10    | 1991, 1995, 1999, 2003, 2007, 2011, 2015, 2019, 2023 y 2027. |
| Argentina | 4     | 2003, 2007, 2019 y 2023.                                     |
| Colombia  | 3     | 2011, 2015 y 2023.                                           |
| Ecuador   | 1     | 2015.                                                        |
| Chile     | 1     | 2019.                                                        |
| Bolivia   | 0     | Sin participaciones                                          |
| Paraguay  | 0     | Sin participaciones                                          |
| Perú      | 0     | Sin participaciones                                          |
| Uruguay   | 0     | Sin participaciones                                          |
| Venezuela | 0     | Sin participaciones                                          |

Brasil tiene el récord de haber participado en todas las ediciones de la Copa Mundial Femenina de Fútbol.

## Coeficientes Conmebol

### Fútbol masculino
Actualizado al 16 de diciembre de 2024:
| Pos. | V             | Equipo              | País      | Coeficiente histórico | Desempeño de 10 años | Total Puntos |
| ---- | ------------- | ------------------- | --------- | --------------------- | -------------------- | ------------ |
| 1    | Crecimiento   | River Plate         | Argentina | 2398,8                | 6708                 | 9106,8       |
| 2    | Decrecimiento | Palmeiras           | Brasil    | 1157,6                | 7855                 | 9012,6       |
| 3    | Sin cambios   | Boca Juniors        | Argentina | 2733,2                | 5572                 | 8305,2       |
| 4    | Sin cambios   | Flamengo            | Brasil    | 694                   | 7229,3               | 7923,3       |
| 5    | Crecimiento   | Peñarol             | Uruguay   | 2864,4                | 3004,5               | 5868,9       |
| 6    | Decrecimiento | Nacional            | Uruguay   | 2420,4                | 3329,2               | 5749,6       |
| 7    | Crecimiento   | Atlético Mineiro    | Brasil    | 419,2                 | 5088,5               | 5507,7       |
| 8    | Crecimiento   | São Paulo F. C.     | Brasil    | 1724,8                | 3561,8               | 5286,6       |
| 9    | Decrecimiento | Atlético Paranaense | Brasil    | 277,2                 | 4999,8               | 5277         |
| 10   | Crecimiento   | Fluminense          | Brasil    | 431,2                 | 4543,4               | 4974,6       |

## Competiciones extintas organizadas por la Conmebol

### Torneos extintos de selecciones
|  | Torneo                              | Ediciones | Último campeón | Más campeonatos                      |
|  | ----------------------------------- | --------- | -------------- | ------------------------------------ |
|  | Campeonato Panamericano de Fútbol * | 3         | Argentina      | Brasil (2)                           |
|  | Campeonato Sudamericano Sub-16      | 3         | Brasil         | Argentina (1) Bolivia (1) Brasil (1) |

* Organizado en su totalidad por la CPF.

### Torneos extintos de clubes
|  | Torneo                               | Ediciones | Último campeón           | Más campeonatos                                                                         |
|  | ------------------------------------ | --------- | ------------------------ | --------------------------------------------------------------------------------------- |
|  | Copa Intercontinental *              | 43        | F.C. Porto               | Real Madrid C.F. (3) C.A. Peñarol (3) A.C. Milan (3) C.F. Nacional (3) Boca Juniors (3) |
|  | Copa Interamericana **               | 18        | D.C. United              | C.A. Independiente (3)                                                                  |
|  | Copa J.League-Sudamericana ***       | 12        | Athletico Paranaense     | Kashima Antlers (2)                                                                     |
|  | Supercopa Sudamericana               | 10        | C.A. River Plate         | Independiente (2) Cruzeiro E.C. (2)                                                     |
|  | Copa Conmebol                        | 8         | C.A. Talleres (Córdoba)  | Atlético Mineiro (2)                                                                    |
|  | Copa Mercosur                        | 4         | C.A. San Lorenzo         | Palmeiras (1) C.R. Flamengo (1) C.R. Vasco da Gama (1) C.A. San Lorenzo (1)             |
|  | Copa Merconorte                      | 4         | Millonarios F.C.         | Atlético Nacional (2)                                                                   |
|  | Copa de Oro                          | 3         | C.R. Flamengo            | Boca Juniors (1) Cruzeiro E.C. (1) C.R. Flamengo (1)                                    |
|  | Supercopa Intercontinental *         | 2         | C.A. Peñarol             | Santos F.C. (1) C.A. Peñarol (1)                                                        |
|  | Copa Máster de Supercopa             | 2         | Cruzeiro E.C.            | Boca Juniors (1) Cruzeiro E.C. (1)                                                      |
|  | Copa Ganadores de Copa               | 1         | Club Mariscal Santa Cruz | Club Mariscal Santa Cruz (1)                                                            |
|  | Copa Iberoamericana ****             | 1         | Real Madrid C.F.         | Real Madrid C.F. (1)                                                                    |
|  | Copa Máster de Conmebol              | 1         | São Paulo F.C.           | São Paulo F.C. (1)                                                                      |
|  | Desafío de Clubes                    | 1         | Sevilla F.C.             | Sevilla F.C. (1)                                                                        |
|  | Campeonato Sudamericano de Campeones | 1         | C.R. Vasco da Gama       | C.R. Vasco da Gama (1)                                                                  |

* Organizado en conjunto con la UEFA.

** Organizado en conjunto con la CONCACAF.

*** Organizado en conjunto con la JFA.

**** Organizado en conjunto con la RFEF.

### Torneos sudamericanos extintos no organizados por la Conmebol

#### Competiciones sudamericanas de selecciones no organizadas por la Conmebol
|  | Competiciones de selecciones sudamericanas no organizadas por la Conmebol |
|  | ------------------------------------------------------------------------- |
|  | Copa del Atlántico (1956-1976)                                            |
|  | Copa Americana de Pueblos Indígenas (2015)                                |

#### Competiciones sudamericanas de clubes no organizadas por la Conmebol
Las siguientes fueron competiciones que no están incluidas en el listado de las competiciones oficiales organizadas por la confederación, pero son reconocidas como un torneo internacional jugado por clubes sudamericanos por la Conmebol.
|  | Competiciones de clubes sudamericanos no organizadas por la Conmebol |
|  | -------------------------------------------------------------------- |
|  | Copa de Competencia Chevallier Boutell (1900-1919)                   |
|  | Copa de Honor Cousenier (1905-1920)                                  |
|  | Copa Ricardo Aldao (1914-1955)                                       |
|  | Copa Simón Bolívar (1970-1976)                                       |
|  | Copa Ganadores de Copa (1971)                                        |
|  | Supercopa Interamericana (1988)                                      |

## Competiciones canceladas
Las siguientes competiciones iban a ser organizadas por la CONMEBOL, pero debido a ciertos factores nunca se llegaron a jugar ni una sola edición.

### Torneo cancelado de selecciones
|  | Torneo                  |
|  | ----------------------- |
|  | Copa de la Hispanidad * |

* Iba a ser organizada en conjunto con la RFEF. (Este torneo se iba a realizar cada 2 años entre España y el campeón de la Copa América).

### Torneo cancelado de clubes
|  | Torneo              |
|  | ------------------- |
|  | Copa Panamericana * |

* Iba a ser organizada en conjunto con la CONCACAF.

## Selección de la Conmebol
La Selección de la Conmebol es una selección conformada por los más representativos futbolistas de cada país miembros de la Confederación Sudamericana de Fútbol.

### Otras confederaciones en el mundo
- CAF
- CONCACAF
- OFC
- AFC
- UEFA